# Pseudabryna hieroglyphica
Pseudabryna hieroglyphica là một loài bọ cánh cứng trong họ Cerambycidae.